# Batillipes potiguarensis
Espèce
Batillipes potiguarensis est une espèce de tardigrades de la famille des Batillipedidae. 

## Distribution
Cette espèce est endémique du Brésil. Elle a été découverte sur la plage au Rio Grande do Norte et en Alagoas dans l'océan Atlantique.

## Étymologie
Son nom d'espèce, composé de potiguar et du suffixe latin -ensis, « qui vit dans, qui habite », lui a été donné en référence au lieu de sa découverte, le Rio Grande do Norte.

## Publication originale
- Santos, da Rocha, Gomes & Fontoura, 2017 : Three new Batillipes species (Arthrotardigrada: Batillipedidae) from the Brazilian coast. Zootaxa, no 4243(3).